# Chelipoda albiseta
Chelipoda albiseta är en tvåvingeart som först beskrevs av Zetterstedt 1838.  Chelipoda albiseta ingår i släktet Chelipoda och familjen dansflugor. Arten har ej påträffats i Sverige. Inga underarter finns listade i Catalogue of Life.